# لایا مانزانرس
لایا مانزانرس توماس (زاده ۳۰ مارس ۱۹۹۴) یک هنرپیشه اسپانیایی است که بیشتر به خاطر ایفای نقش تشویق کننده و عشق در موزیک ویدیوی تیم ایمپالا در سال ۲۰۱۵ برای " The Less I Know the Better " شناخته می‌شود، که به یک فیلم کلاسیک محبوب و کالت تبدیل شد. در اواخر دهه ۲۰۱۰ او همچنین به خاطر بازی در نقش دانشجوی اوکراینی Oksana Casanoves در سریال تلویزیونی اسپانیایی مرلی شناخته شده است.
لایا مانزانرس توماس در سال ۱۹۹۴ از پدری اهل والنسیا و مادری کاتالانی متولد شد.